# Centro de Análisis y Difusión de la Economía Paraguaya
El Centro de Análisis y Difusión de la Economía Paraguaya (CADEP) es un centro de pensamiento paraguayo dedicado a la investigación, difusión y capacitación en temas económicos sobre Paraguay y la región.

## Historia
En 1990, un grupo de profesionales paraguayos se juntaron para realizar la tarea de contribuir a entender la economía paraguaya, y a producir conocimientos que sirvan de base a la elaboración de políticas públicas orientadas a un crecimiento sostenible y a un mayor bienestar y calidad de vida de los habitantes del Paraguay.  Se destaca que varios profesionales de la institución formaron parte de instancias de decisión en políticas públicas, en los gobiernos del Paraguay que se iniciaron en el 2003 y en el 2008 respectivamente.
El CADEP tuvo una participación importante en la constitución del Fondo de Convergencia Estructural del Mercosur (FOCEM) elaborando propuestas concretas vinculadas al concepto de las asimetrías existentes entre los países del MERCOSUR. Además el CADEP ha organizado foros, seminarios  y  varias publicaciones sobre la economía paraguaya.
Se agrega que según el informe “Global Go To Thinks Tanks 2014” de la Universidad de Pensilvania el CADEP ocupa el puesto número dieciocho entre los cincuenta centros de pensamiento más importantes de América del Sur.

## Áreas de Trabajo
El trabajo académico del CADEP se divide en cuatro áreas: macroeconomía y finanzas públicas, economía internacional, empleo y pobreza, desarrollo empresarial y mipymes, y desarrollo regional.

## Cursos
Actualmente el CADEP ofrece una Maestría en Política y Gestión Pública y un Diplomado de Gerenciamiento del Sector Público.

## Publicaciones
El CADEP cuenta con publicaciones propias (libros, artículos académicos, notas de política, informes, documentos de trabajo y materiales didácticos) y en ocasiones sus miembros escriben para otros organismos, institutos, medios de comunicación y centros académicos.
A continuación se presentan la totalidad de los libros publicados por el CADEP o que tuvieron la colaboración de integrantes del Centro:
- Estado y Políticas Públicas. Aportes para una Reforma Agraria (1990)
- Auge y crisis de un modelo económico: El caso paraguayo (1994)
- Estabilización y Ajuste de las Economías del MERCOSUR (1998)
- Los límites de la transición. Economía y Estado en el Paraguay en los años 90 (1998)
- Oportunidades y Desafíos de la reforma del Estado (1999)
- Finanzas Públicas y Descentralización (2000)
- Privatización en América Latina y en Paraguay (2000)
- Los Retos de la Competitividad. Gobierno, Empresas y Empleo en el Paraguay (2000)
- Pobreza, Desigualdad y Política Social en América Latina (2001)
- Presupuesto, Política Fiscal y Desempeño Económico en la Transición (2001)
- Economías Regionales y Desarrollo Territorial (2002)
- Realidades Nacionales Comparadas. Argentina, Bolivia, Brasil, Chile, Paraguay y Uruguay (2002)
- Microfinanzas. Nuevas tecnologías crediticias en América Latina (2002)
- El Trabajo Precario. Mercado Laboral en América Latina y Paraguay (2003)
- Seguridad Social. Experiencias de Argentina, Bolivia, Costa Rica y Paraguay (2003)
- Globalización y Crisis Fiscal. Casos de Argentina, Brasil y Paraguay (2003)
- Estado, Economía y Sociedad. Una mirada Internacional a la Democracia Paraguaya (2005)
- Paraguay: resultados de las reformas (2003 – 2005) y sus perspectivas (2006)
- Economía y Empleo en el Paraguay (2007)
- Memorandum para el gobierno 2008 – 2013 (2008)
- Asimetrías en el Mercosur ¿Impedimento para el crecimiento? (2008)
- Crecimiento, Inclusión Social y Gasto Público[9] (2009)
- Comercio y pobreza en el Paraguay: el caso de una cadena de valor agroindustrial[10] (2010)
- Encadenados al Comercio: ¿Liberados de la Pobreza?[11] (2010)
- Paraguay en el MERCOSUR: Asimetrías Internas y Política Comercial Externa[12] (2011)
- Comportamiento del Empleo e Ingresos en el Paraguay. Análisis de una década (1997-2008)[13] (2011)
- Cadenas de Valor y Pequeña Producción Agrícola en el Paraguay[14] (2014)
- Estado y Economía en Paraguay.1870-2010[15] (2011)
- El sistema de pensiones del Paraguay- Debilidades que exhibe y perspectivas de la reforma[16] (2014)
- La educación en su entorno. Sistema educativo y políticas públicas en Paraguay[17] (2014)
- Inserción de los jóvenes en el mercado del trabajo (2015)

## Integrantes
En la actualidad el CADEP está integrado por seis investigadores miembros, ocho investigadores asociados y siete investigadores internacionales asociados.

### Integrantes Miembros
- Dionisio Borda
- Fernando Masi
- Julio Ramírez
- Francisco Ruíz Díaz
- Verónica Serafini
- María Belén Servín

### Investigadores Asociados
- Diego Abente Brun
- Juan Cresta
- José Manuel Gómez
- Richard González
- Stella Guillén
- Lilian Meza
- José Velaztiqui
- Walter Zárate

### Investigadores Internacionales Asociados
- Lucas Arce
- Albert Berry
- Melissa Birch
- Andrew Nickson
- Donald Richards
- Gustavo Rojas de Cerqueira César
- Gustavo Setrini